# Ala-Sammalinen
Ala-Sammalinen är en sjö i Finland. Den ligger i kommunen Villmanstrand i landskapet Södra Karelen, i den södra delen av landet, 180 km öster om huvudstaden Helsingfors. Ala-Sammalinen ligger 55 meter över havet. Den ligger vid sjön Luotonen. I omgivningarna runt Ala-Sammalinen växer i huvudsak blandskog. Arean är 15,3 hektar och strandlinjen är 2,35 kilometer lång. Sjön  ingår i Santajokis avrinningsområde. 